# Lazarus (Hacride)
Lazarus is het derde album van de Franse metalband Hacride. Het werd op 20 april 2009 door Listenable Records uitgegeven.

## Tracklist
| 1.                 | To Walk Among Them | 15:03 |
| 2.                 | Act of God         | 6:43  |
| 3.                 | Lazarus            | 8:49  |
| 4.                 | Phenomenon         | 4:44  |
| 5.                 | A World of Lies    | 7:11  |
| 6.                 | Awakening          | 7:25  |
| 7.                 | My Enemy           | 9:26  |
| Totale duur: 58:01 |                    |       |

## Musici
- Samuel Bourreau - zanger
- Adrien Grousset - gitarist
- Benoist Danneville - bassist
- Olivier Laffond - drummer